# Hirtodrosophila laurelae
Hirtodrosophila laurelae är en tvåvingeart som först beskrevs av Bock 1982.  Hirtodrosophila laurelae ingår i släktet Hirtodrosophila och familjen daggflugor. Inga underarter finns listade i Catalogue of Life.